# کولومتری
کولومتری به دسته ای از تکنیک‌های الکتروتجزیه‌ای گفته می‌شود که با اندازه‌گیری میزان الکتریسیته مصرف یا تولید شده میزان ماده تبدیل شده در اثر واکنش الکترولیز را تعیین می‌کند.
دو دسته اصلی از تکنیک‌های کولومتری وجود دارد؛ که به دو طریق انجام می‌گردد. کولومتری پتانسیواستاتیک یا کولومتری در پتانسیل کنترل شده که در پتانسیل ثابت انجام می‌گیرد و کولومتری آمپراستاتیک یا کولومتری در شدت جریان ثابت که جریان را با استفاده از آمپرستات ثابت نگه می‌دارد. در روش‌های کولومتری مقدار الکتریسیته که از محلول می‌گذرد به‌طور دقیق اندازه‌گیری می‌شود و سپس از روی مقدار الکتریسیته وزن جسم مجهول اندازه‌گیری می‌شود بنابراین اندازه‌گیری و محاسبه در کولومتری تابع قانون فاراده است.